# Ceratostema rauhii
Ceratostema rauhii är en ljungväxtart som beskrevs av J.L. Luteyn. Ceratostema rauhii ingår i släktet Ceratostema och familjen ljungväxter. Inga underarter finns listade i Catalogue of Life.